# 超額需求
超額需求（excess demand），又稱需求過剩、短缺（shortage），是形容財貨與服務的需求量多於市場供給量之間的差異。它與超額供給相反。
超額需求的出現，原於價格太低。當財貨價格低於均衡點時，需求量多於供給量，短缺便會出現。在一些事例，短缺會使工商業提升財貨的價格以達到經濟均衡。但是有時候外在的因素會導致更長久的短缺。換句話說，有些因素阻礙了價格的供給與需求的平衡。除此之外，也有人造稀缺的情況，例如因以法律、政策、行政、飢餓營銷等原因，製造出市場上的短缺。
在常見的用途中，「短缺」一詞說明大多數人在尋找財貨時不能夠找到他們能夠負擔的價錢。但是在經濟學中，一樣財貨的價錢可否被大眾支付並不是一個要點：如果人們想擁有一樣財貨但沒有足夠的金錢支付，他們的欲望都不算是需求。

## 影響
在政府干預市場的事例中，可以同時引致好與壞的影響。例如價格的上限可以導致短缺，但它同樣使部分人有能力去購買一樣原先在市場上難以支付的財貨。但經濟短缺通常被認為是有不良影響的，因為它使經濟的效率下降。當價格機制不存在，根據經濟學上的效用，資源就不大可能會被成功分配。高交易成本與高機會成本 (例如：損失的時間) 都意味著分配的過程是浪費的。上述兩項的因素會導致總計的財富下降。
經濟短缺通常會導致以下結果：
- 黑市 – 不合法的市場會生產一些不被正規市場准許發售的產品，或者該產品以一個很高的價錢在正規市場出售。
- 人手干預的需求，例如配給。
- 非貨幣交易的方式，像是時間 (例如排隊)，裙帶關係，甚至武力。
- 價格歧視
- 無能力購買產品。

## 例子
- 在早期的苏联，1980年代，物價被政府壓低（高物價被定為不合法）。蘇聯人民為了購買價格被控制的產品和服務而需要輪候（或排隊），例如車輛，公寓，衣服。因為財貨長期「供應不足」，一些輪候中的人們寧願支付較原來的官方價格的上限高的金錢，但是法律禁止他們這樣做。這個在供應不足的情況下決定分配資源的方法叫作「配給」。
- 在美国，一個最極端的例子是價格上限在毒品，如可卡因，海洛因，大麻引致經濟短缺。政府實施的禁令有效地建立了一個無限的價格上限:購買或售賣毒品於任何價格都是違法的。在法例下制定了無限的價格上限，消費者面對著合法可卡因的短缺，他們選擇了合法可卡因的最佳替代品－非法可卡因。在價格高於上限時，他們訴諸於非法的交易。在這個事例中，經濟短缺只出現在合法市場，黑市是提供黑市價的。

在另外一些關於經濟短缺的例子：
- 1973年石油危機，配給被用作控制需求
- 禁酒令，烈酒使黑市出現，導致禁酒令的制定

財貨或服務的經濟短缺是對社會有利或是不利經常是取決於倫理觀和政治觀。例如上述關於毒品的經濟短缺，和對於藥品的用途的爭論。同樣地，在蘇聯1980年代車輛方面的經濟短缺，使人們想買一輛新車時需要等待；另一方面，車輛在市場的價格會更容易讓人們負擔得起。

## 相关文献
- Alchian, Armen A.; Allen, William R. . ISBN 0-534-01320-1.